# Mistrzostwa Europy w Lekkoatletyce 2012 – dziesięciobój mężczyzn
Dziesięciobój mężczyzn – jedna z konkurencji rozegranych podczas lekkoatletycznych mistrzostw Europy w Helsinkach.
Wyniki rywalizacji wieloboistów zaliczane były do cyklu IAAF Combined Events Challenge w sezonie 2012.

## Rezultaty

### Klasyfikacja końcowa

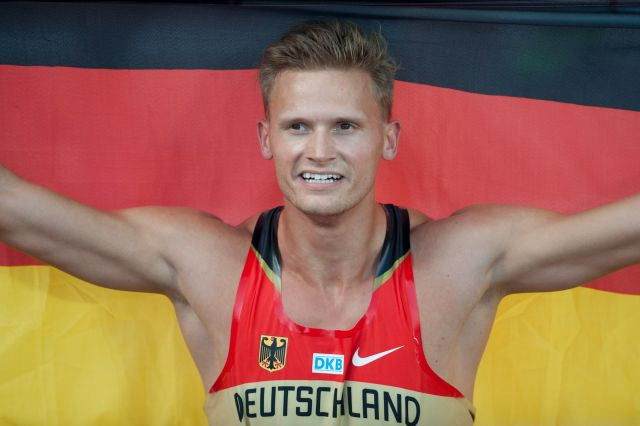
Mistrz Europy Pascal Behrenbruch

| Poz. | Zawodnik             | Reprezentacja   | Punkty | Uwagi |
| ---- | -------------------- | --------------- | ------ | ----- |
|      | Pascal Behrenbruch   | Niemcy          | 8558   | EL    |
|      | Ołeksij Kasjanow     | Ukraina         | 8321   |       |
|      | Ilja Szkurieniow     | Rosja           | 8219   | PB    |
| 4    | Mihail Dudaš         | Serbia          | 8154   | SB    |
| 5    | Gaël Quérin          | Francja         | 8098   | PB    |
| 6    | Roman Šebrle         | Czechy          | 8052   |       |
| 7    | Norman Müller        | Niemcy          | 8003   |       |
| 8    | Adam Helcelet        | Czechy          | 7998   |       |
| 9    | Mikałaj Szubianok    | Białoruś        | 7948   | SB    |
| 10   | Petter Olson         | Szwecja         | 7771   |       |
| 11   | Jonas Fringeli       | Szwajcaria      | 7719   |       |
| 12   | Ashley Bryant        | Wielka Brytania | 7668   | PB    |
| 13   | Einar Daði Lárusson  | Islandia        | 7653   |       |
| 14   | Tarmo Riitmuru       | Estonia         | 7644   |       |
| 15   | Dominik Distelberger | Austria         | 7611   | SB    |
| 16   | Björn Barrefors      | Szwecja         | 7537   |       |
| 17   | Sami Itani           | Finlandia       | 7515   | SB    |
| 18   | Marcus Nilsson       | Szwecja         | 7164   |       |
|      | Cédric Nolf          | Belgia          | DNF    |       |
|      | Artiom Łukjanienko   | Rosja           | DNF    |       |
|      | Mathias Brugger      | Niemcy          | DNF    |       |
|      | Wasilij Charłamow    | Rosja           | DNF    |       |
|      | Florian Geffrouais   | Francja         | DNF    |       |
|      | Pelle Rietveld       | Holandia        | DNF    |       |
|      | Kevin Mayer          | Francja         | DNF    |       |
|      | Igor Šarčević        | Serbia          | DNF    |       |